# Ferrovia Padova-Bassano
La ferrovia Padova-Bassano è una linea ferroviaria statale che unisce Padova a Bassano del Grappa, passando per il nodo di Camposampiero e Cittadella.
La ferrovia è gestita da Rete Ferroviaria Italiana che la qualifica come linea complementare. È armata con rotaie vignoles a scartamento ferroviario ordinario da 1435 mm. Il tronco Padova-Camposampiero, percorso anche dai treni per Castelfranco Veneto, è a doppio binario. L’intera linea da giugno 2020 è elettrificata in corrente continua a 3000 volt, e dal 13 dicembre 2020 è iniziato il servizio con convogli elettrici.

## Storia
La ferrovia tra Padova e Bassano del Grappa, assieme alla linea Vicenza-Treviso fu una delle linee consorziali della Società Veneta. La concessione per la costruzione e l'esercizio delle due linee ferroviarie fu richiesta infatti da un consorzio composto dalle provincie di Padova, Vicenza e Treviso allo scopo di soddisfare la domanda di mobilità presente da lungo tempo tra le popolazioni. Il consorzio si rivolse poi alla Società Veneta per Imprese e Costruzioni pubbliche (SV) affinché costruisse ed esercisse le due linee per conto delle tre deputazioni provinciali. L'accordo prevedeva la subconcessione alla Società Veneta per vent'anni. La Società presentò un progetto esecutivo per entrambe le linee che fu approvato con Regio Decreto 26 maggio 1875.
Nel progetto della Società Veneta, la linea tra Bassano del Grappa e Padova si sarebbe incrociata con l'altra linea consorziale nei pressi di Cittadella e si sarebbe inoltrata per Padova passando per la cittadina di Camposampiero. L'accordo tra le province prevedeva che le spese sarebbero state a carico dell'amministrazione padovana nel tratto tra il capoluogo e Cittadella, mentre tra questa città e Bassano il contributo sarebbe stato diviso con quella vicentina.
Nel febbraio 1874, durante la fase di stesura del progetto, Venezia si mostrò interessata ad un eventuale passaggio della Padova–Bassano nei pressi di Castelfranco Veneto, anziché nei pressi di Cittadella, offrendosi disponibile a farsi carico del tronco tra Castelfranco e Camposampiero. Questa variante avrebbe significato la possibilità di collegare successivamente Venezia a Bassano costruendo una breve linea tra la stazione di Venezia Mestre e la quella della cittadina trevigiana. Se fosse stata approvata questa variante, la provincia di Venezia avrebbe alleggerito il carico di spese del consorzio, tuttavia essa pose come condizione la possibilità che la linea fosse costruita dalla Società per le Ferrovie dell'Alta Italia. In quanto il consorzio si era già impegnato con la Società Veneta, esso respinse la proposta e il tracciato della Padova–Bassano passò per Cittadella anziché per Castelfranco. La ferrovia Bassano–Venezia fu costruita solo all'inizio del XX secolo da una società del gruppo della Veneta.
La linea Padova–Bassano fu inaugurata l'11 ottobre 1877.
Nel 1882, la gestione da parte del Consorzio e della Società Veneta si era dimostrata deficitaria, per cui fu decretato l'esercizio da parte dello Stato, che fu svolto dalla Società Italiana per le strade ferrate meridionali, dal 1885 nell'ambito della Rete Adriatica. Nel 1896, al termine della concessione ventennale stabilita con il consorzio, lo Stato prorogò la concessione alla Società Veneta che poté riprendere l'esercizio diretto. Dieci anni dopo, lo Stato procedette al riscatto delle consorziali e quindi la Padova–Bassano passò alle Ferrovie dello Stato.

## Caratteristiche
| Continuation backward |

| Unknown route-map component "exKBHFa" | Straight track |  |

| Unknown route-map component "exSTR" | Station on track |  |

| Unknown route-map component "d" | Unknown route-map component "exABZg+l" | Unknown route-map component "ABZglxr" | Unknown route-map component "ABZq+l" | Unknown route-map component "dCONTfq" |

| Unknown route-map component "d" | Unknown route-map component "exSTR" | Unknown route-map component "ABZgl" | Unknown route-map component "KRZo" | Unknown route-map component "dCONTfq" |

| Unknown route-map component "exSTR" | Unknown route-map component "KRWg+l" | Unknown route-map component "KRWr" |

| Unknown route-map component "exSTRl" | Unknown route-map component "eKRZu" | Unknown route-map component "exCONTfq" |

| Unknown route-map component "SKRZ-Au" |

| Unknown route-map component "hKRZWae" |

| Station on track |

| Unknown route-map component "HSTeBHF" |

| Unknown route-map component "HSTeBHF" |

|  | Unknown route-map component "eABZg+l" | Unknown route-map component "exCONTfq" |

| Station on track |

| Unknown route-map component "CONTgq" | Unknown route-map component "ABZgr" |  |

| Stop on track |

| Unknown route-map component "HSTeBHF" |

|  | Unknown route-map component "ABZg+l" | Unknown route-map component "CONTfq" |

| Station on track |

| Unknown route-map component "CONTgq" | Unknown route-map component "ABZgr" |  |

| Unknown route-map component "HSTeBHF" |

| Unknown route-map component "HSTeBHF" |

| Unknown route-map component "CONTgq" | Unknown route-map component "ABZg+r" |  |

|  | Unknown route-map component "emABZg+l" | Unknown route-map component "uexCONTfq" |

| Station on track |

| Continuation forward |

È una ferrovia di proprietà statale, gestita da RFI in regime di concessione sessantennale, come il resto della rete nazionale. Il gestore classifica la linea ferroviaria tra le complementari.
Il servizio passeggeri regionale è svolto da Trenitalia mediante treni regionali che effettuano tutte le fermate. In certe fasce orarie sono effettuate delle corse sostitutive o integrative con autobus. Prima dell'introduzione in Veneto dell'orario cadenzato, quotidianamente erano effettuate corse con destinazione a Trento o a Primolano.

### Dati tecnici
La ferrovia è a semplice binario tra Bassano e Camposampiero e a doppio binario banalizzato tra Camposampiero e Padova, ad eccezione del ponte sul fiume Brenta a binario singolo. L’intera linea è elettrificata a 3000 volt in corrente continua dal 29 giugno 2020. A marzo 2018 erano iniziati i lavori di elettrificazione della tratta Bassano del Grappa - Camposampiero; a giugno 2018 è stata completata la posa della palificazione; la circolazione è stata sospesa (sostituita con autoservizi) per un periodo di tre mesi terminato domenica 9 settembre; a settembre risultavano applicate anche le mensole ma non la linea di contatto elettrico; a giugno 2019 la circolazione dei treni è stata nuovamente sospesa e sono ripresi i lavori, proseguiti a luglio col rincalzo del binario e il rinnovo del pietrisco, che sono terminati a settembre 2019 con la riapertura della linea ancora con materiale diesel; l'elettrificazione è stata infine attivata in pre-esercizio non commerciale il 29 giugno 2020.
Dal 13 dicembre 2020 i servizi commerciali sono effettuati con materiale rotabile a trazione elettrica.
L’intera linea è attrezzata con il sistema SCMT ed è esercita con DCO/SCC con sede a Venezia Mestre.
Lungo la linea si trovano quattro nodi di interscambio:
- Padova;
- Camposampiero;
- Cittadella;
- Bassano del Grappa.

## Materiale rotabile
Fino al 2020, il materiale rotabile utilizzato era a trazione Diesel. In prevalenza, venivano impiegate automotrici ALn 668 1200 in doppia trazione. Ad esse si aggiungono ALn 668 3100 in doppia, tripla trazione o quadrupla trazione. Sono state impiegate anche navette composte da locomotori diesel D445 e da cinque o sei carrozze di cui una pilota MDVC TD. Le carrozze intermedie della navetta sono di tipo MDVC.
A partire dall'attivazione commerciale dell'elettrificazione, i servizi passeggeri sono effettuati con elettrotreni Stadler FLIRT ETR343 di proprietà della Regione del Veneto e convogli composti da carrozze MDVC trainati da una locomotiva E.464.
Dall’orario invernale 2022 hanno iniziato a circolare su questa linea anche ETR 521 Rock e ETR 104 Pop.
Il servizio merci è inesistente sulla tratta Bassano del Grappa-Camposampiero. Sulla tratta Camposampiero-Padova, invece, confluiscono i convogli merci instradati via Castelfranco e Camposampiero provenienti da Treviso e Vicenza.
La linea è utilizzata per il transito di treni storici a vapore sia in direzione Trento, solitamente per la ferrovia della Valsugana, sia per le altre ferrovie del Veneto. La stazione di Bassano del Grappa è dotata di colonne idrauliche funzionanti che consentono di rifornirle di acqua e carbone.